# Tainonia bayahibe
Tainonia bayahibe là một loài nhện trong họ Pholcidae. Loài này được phát hiện ở Hispaniola.